# Handley Page H.P.42

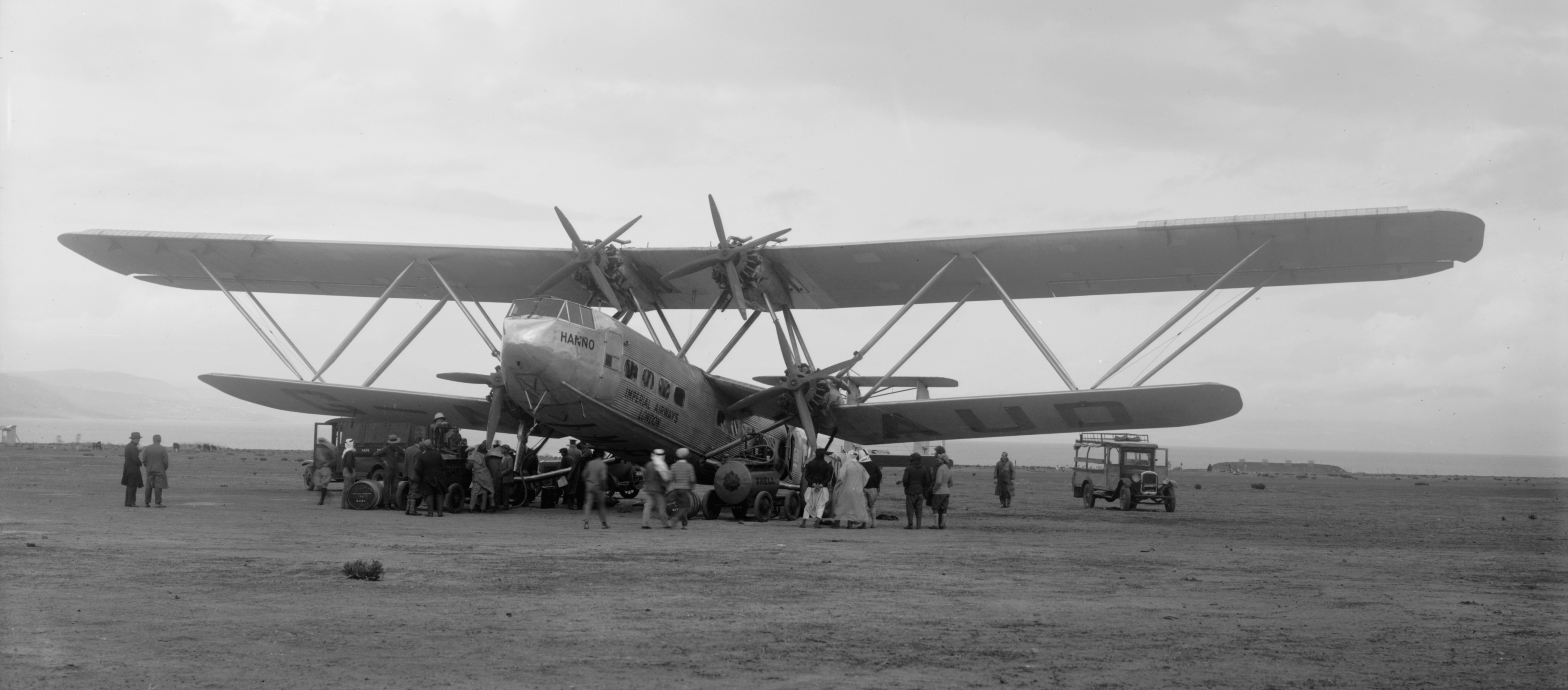
Handley Page H.P.42

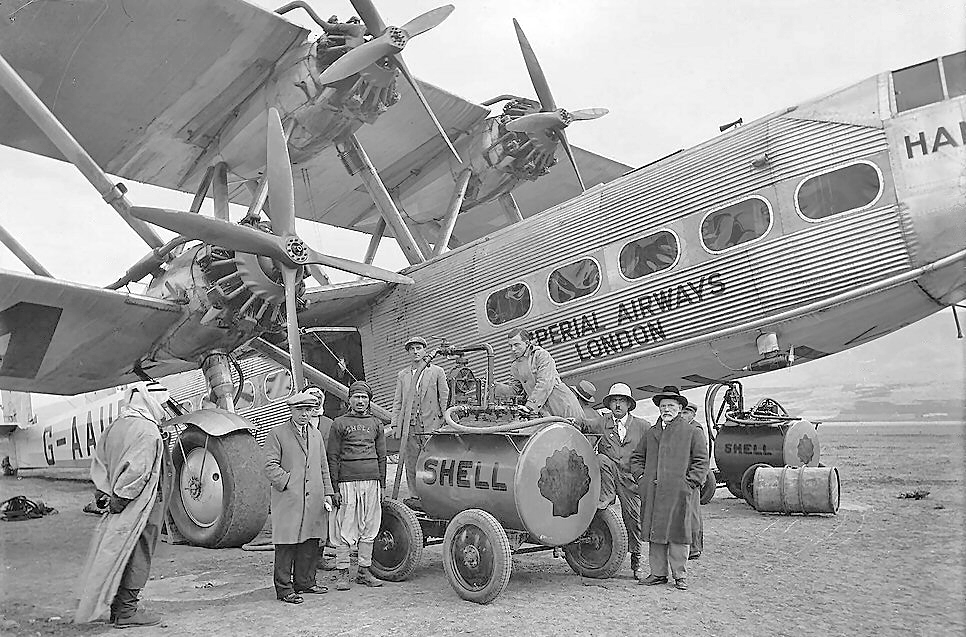
Tanken in Samakh, Palestina (oktober 1931). Ingekleurde zw/w foto

De Handley Page H.P.42 was, samen met de H.P.45 variant, een verkeersvliegtuig gebouwd in opdracht van Imperial Airways. De prestaties van deze viermotorige tweedekkers waren weliswaar niet heel indrukwekkend (de kruissnelheid was 160 kilometer per uur), maar deze toestellen zetten in de jaren dertig van de twintigste eeuw wel nieuwe standaarden neer wat betreft vliegcomfort en betrouwbaarheid.

## Ontwerp en historie
Vliegtuigbouwer Handley Page ontwierp twee types voor Imperial Airways: de H.P.42 (voor korte vluchten) en de H.P.45 (voor lange vluchten). De vliegtuigen waren geheel van metaal. Alleen de achterkant van de romp en de vleugels waren bespannen met linnen. Aangezien de onderste vleugel kleiner was dan de bovenste was het een sesquiplane (letterlijk: anderhalf dekker). Het ontwerp met de romp voor een groot deel vóór de vleugels preludeert qua uiterlijk reeds op modernere verkeersvliegtuigen van na de Tweede Wereldoorlog. Alle toestellen kregen een naam die begon met de letter "H" zoals: Hannibal, Heracles en Helena.
Beide types kwamen in 1931 in dienst op de Europese lijnen (H.P.42) en op de vluchten naar het Verre Oosten (H.P.45); de twee versies hadden een verschillend ingerichte passagierscabine, voor 38 respectievelijk 24 passagiers (op de langere vluchten konden vanwege de extra benodigde brandstof minder passagiers mee). Passagiers kregen dezelfde luxe als in Pullman treinen. De cabine was geïsoleerd, voorzien van kamerbreed tapijt en een bar en de passagiers konden aan boord genieten van een uitgebreid diner.
De viermotorige tweedekkers zouden gedurende een decennium, tot aan Tweede Wereldoorlog, vliegen zonder één ongeval met lichamelijk letsel, een unieke prestatie tot dan toe. Vier toestellen zijn verloren gegaan terwijl ze geparkeerd stonden op een vliegveld: drie door stormschade en één door een hangarbrand. De overige door diverse ongevallen waaronder: motorproblemen en harde landingen.

## Specificaties
- Type: Handley Page H.P.42
- Fabriek: Handley Page
- Rol: Verkeersvliegtuig
- Bemanning: 4

Handley Page H.P.42 tekening

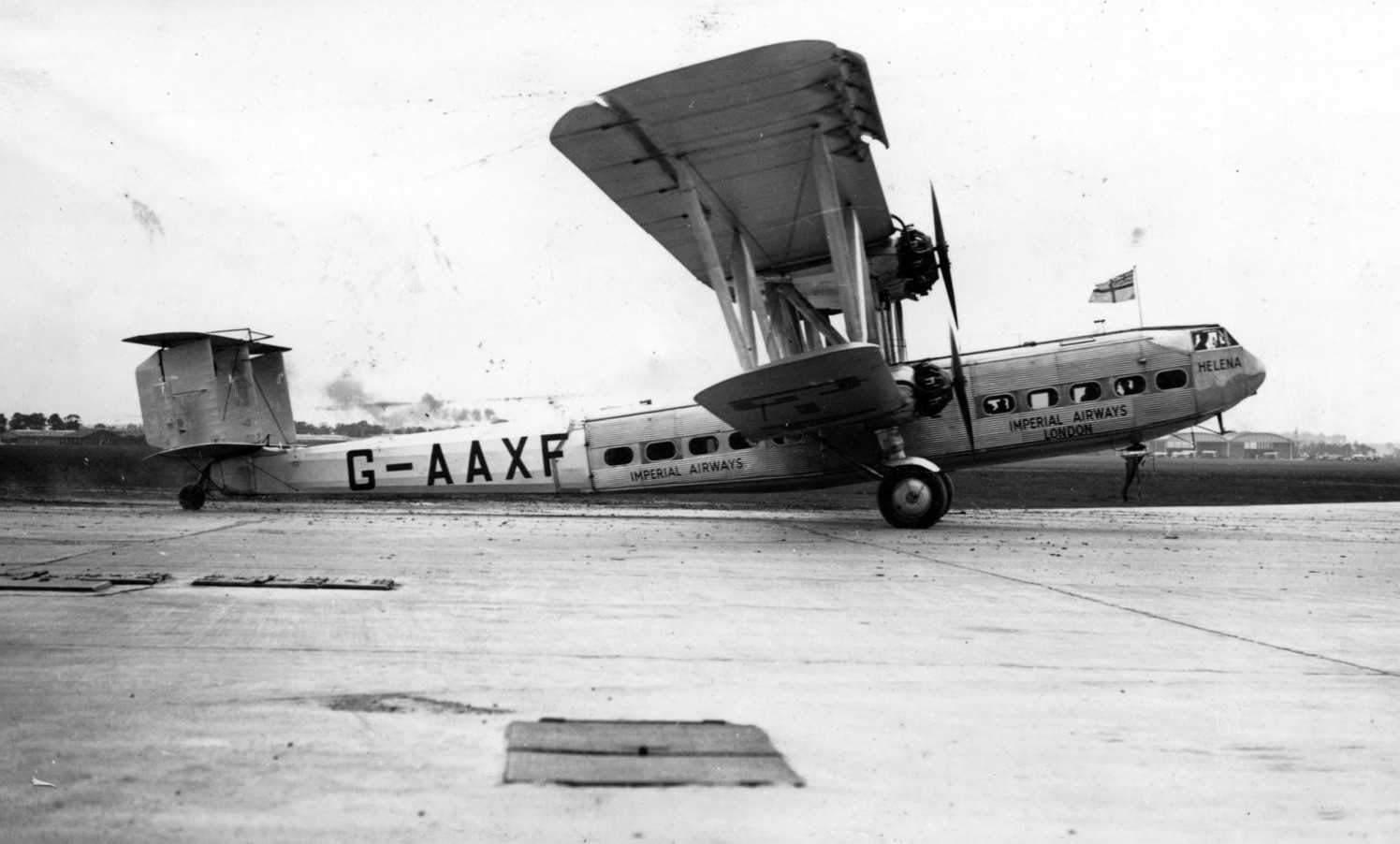
H.P.42 G-AAXF op vliegveld Le Bourget (Parijs, 1932)

- Passagiers: 38 (H.P.42) en 24 (H.P.45)
- Lengte: 28,09 m
- Spanwijdte: 40,00 m
- Hoogte: 8,20
- Leeggewicht: 8047 kg
- Maximum gewicht: 12.701 kg
- Motor: 4× Bristol Jupiter XIF luchtgekoelde negencilinder stermotor van 490 pk (370 kW) elk
- Propeller: Vierblads
- Eerste vlucht: juni 1931
- Laatste vlucht: 1940
- Aantal gebouwd: 4 (H.P.42) en 4 (H.P.45)

Prestaties
- Maximumsnelheid: 190 km/u
- Kruissnelheid: 160 km/u
- Vliegbereik: 800 km
- Klimsnelheid: 4 m/s